# Elektromotorisk kraft
 For alternative betydninger, se Kraft (flertydig).
Elektromotorisk kraft (forkortes emk, symbol ℰ) er det, der driver strømmen i et elektronisk kredsløb. Emk'en af et kredsløb er lig med spændingsfaldet over det når det er åbent, dvs. når ingen komponenter bortset fra strømkilden, der leverer emk'en, er tilsluttet. Enheden er derfor den samme som for elektrisk spænding nemlig volt (V). På trods af navnet er emk ikke en kraft, da kræfter altid måles i enheden Newton.
Den elektromotoriske kraft af en spændingskilde i et kredsløb er lig med summen af de indre og ydre spændinger:
{\displaystyle {\mathcal {E}}=U_{i}+U_{y}=R_{i}\cdot I+R_{y}\cdot I}
Det ses heraf at emk'en altid er større end spændingen over kredsløbet, hvis det er åbent, og de to er ens hvis det er lukket jf. definitionen øverst.